# جوان كولفيلد
جوان كولفيلد (بالإنجليزية: Joan Caulfield)‏ هي عارضة وكاتبة سيناريو وممثلة أمريكية، ولدت في 1 يونيو 1922 بويست أورنج في الولايات المتحدة، وتوفيت في 18 يونيو 1991 بلوس أنجلوس في الولايات المتحدة بسبب سرطان.

## وصلات خارجية
- جوان كولفيلد على موقع IMDb (الإنجليزية)
- جوان كولفيلد على موقع ألو سيني (الفرنسية)
- جوان كولفيلد على موقع أول موفي (الإنجليزية)
- جوان كولفيلد على موقع قاعدة بيانات برودواي على الإنترنت (الإنجليزية)
- جوان كولفيلد على موقع قاعدة بيانات الأفلام السويدية (السويدية)
- جوان كولفيلد على موقع إن إن دي بي (الإنجليزية)
- جوان كولفيلد على موقع قاعدة بيانات الفيلم (الإنجليزية)
- جوان كولفيلد على موقع كينوبويسك (الروسية)